# 李万建
李 万建（リ・マンゴン、李 萬建、리만건、Ri Man-gon、1945年  - ）は、朝鮮民主主義人民共和国の政治家。

## 経歴
李万建は、その出自も含め、若年時代の行動が一切詳らかでない人物とされる。
2010年9月に朝鮮労働党中央委員会委員に選出されたのが表舞台に登場した最初の機会とされる。その直後に朝鮮労働党平安北道委員会責任書記に任命されている。平安北道責任書記就任後、前任者だった金平海一派の勢力を一掃するために30人以上の平安北道党委員会の幹部を粛清したと伝えられる。
2011年12月に金正日が死去した際には、金正日の国葬を執り行う国家葬儀委員会メンバーに47番目の人物として記載された。
2014年に最高人民会議第13期代議員に選出され、2015年12月には軍需工業部長に就任したと伝わる。
2016年5月に開催された朝鮮労働党第7次大会に於いて李万建は党中央委員会政治局員、党中央委員会副委員長、党中央軍事委員会委員に任命され、同年6月に開催された第13期最高人民会議第4回会議で朝鮮民主主義人民共和国国務委員会委員に選任された。
2018年4月12日の朝鮮中央通信の報道により、前日に開かれた最高人民会議第13期第6回会議で、金正恩の提議により李が国務委員から解任されたことが判明した。
2018年10月11日の朝鮮中央通信の報道により、朝鮮労働党中央委員会の組織指導部もしくは宣伝扇動部の活動家であることが判明した。
2019年2月12日の朝鮮中央通信の報道により、朝鮮労働党中央委員会第一副部長に就任していることが判明した。韓国政府当局者によると組織指導部第一副部長であるという。
2019年4月10日の党中央委員会総会で、党中央委員会政治局員、党中央委員会副委員長、党中央軍事委員会委員、党中央委員会部長に再び選出され、翌11日の第14期最高人民会議第1回会議で、再び国務委員に選出された。東京新聞によると組織指導部長に選出された可能性があるという。
2020年2月27日の党中央委員会政治局拡大会議で、「党の幹部を養成する機関（金日成高級党学校）で厳重な不正、腐敗が発生した」として、党中央委員会副委員長・組織指導部長を解任された。後に8月9日の朝鮮中央通信の報道により組織指導部第一副部長に降格していることが確認された。
2021年9月29日に開催された最高人民会議第14期第5回会議にて、朝鮮民主主義人民共和国国務委員会委員から召還された。